# Calophyllum molle
Calophyllum molle là một loài thực vật có hoa trong họ Calophyllaceae. Loài này được King mô tả khoa học đầu tiên năm 1890.